# Candida rugopelliculosa
Candida rugopelliculosa är en svampart som beskrevs av Nakase 1971. Candida rugopelliculosa ingår i släktet Candida, ordningen Saccharomycetales, klassen Saccharomycetes, divisionen sporsäcksvampar och riket svampar.   Inga underarter finns listade i Catalogue of Life.